# The Fright
The Fright (deutsch Der Schrecken) ist eine 2002 gegründete deutsche Dark-Rock-Musikgruppe aus Hermsdorf in Thüringen. Die Bandmitglieder sehen ihre Wurzeln sowohl im Horrorpunk, als auch im Sleaze und Hard Rock der späten 1980er. Selbst bezeichnen sie ihre Musik als „Horrock’n’Roll“.

## Bandgeschichte
Die Band The Fright wurde 2002 gegründet. Stilistisch orientiert an Interpreten wie Misfits, Samhain und Danzig, schrieb das anfängliche Trio eigene Stücke. Im März 2003 spielte die Band ihr erstes Konzert und Ende 2003 folgten die Aufnahmen zur CD 7 of the Blackest Songs on Earth. Im Sommer 2004 wurden drei neue Songs zur Veröffentlichung auf Kompilationen eingespielt. Im Prozess kam es zu Problemen im Bandgefüge und einer kurzzeitigen Trennung.
Ende September 2004 reformierte sich die Band mit neuem Sänger und Schlagzeuger. Drei Wochen darauf erfolgte der erste Auftritt während eines Festivals in Oberhausen mit The Other und The Crimson Ghosts. Ende 2005 wurden vier neue Songs aufgenommen, die Anfang 2006 veröffentlicht werden sollten, jedoch nur als Demoaufnahmen verwendet wurden. Im Folgejahr wurden neue Songs geschrieben, doch die Bandaktivitäten kamen zum Stillstand und eine für Februar 2006 geplante Tour wurde kurzfristig abgesagt.
Anfang des Jahres 2007 wechselte die Gruppe zur Agentur Rock it Baby, bestritt erneut Konzerte und begann mit den Aufnahmen für das Album Dacabre. Das Debütalbum erschien im Oktober 2007 über Contra Light Records. Ab Mai 2008 wurde es über New Music Distribution auch international vertrieben. Das zweite Album Born to Be Dead wurde ab August 2008 aufgenommen und im Jahr 2009 veröffentlicht. Es folgte die erste Europatour zusammen mit den texanischen Ghoultown im Jahr 2010. Anfang des Jahres 2012 wurde die Band vom deutschen Horrorpunklabel Fiend Force Records unter Vertrag genommen, um das gleichnamige Album The Fright weltweit zu veröffentlichen. Zusammen mit Blitzkid, The Other und Bloodsucking Zombies from Outer Space bestritt The Fright eine Deutschland-Tournee. Im Jahr 2013 beging die Band eine Deutschland-Tournee und eine anschließende Polen-Tournee im Vorprogramm von The 69 Eyes. Im Sommer 2013 kam Kane als neuer Gitarrist in die Band. 2015 veröffentlichte die Band ihr viertes Album Rising Beyond.
Nach erfolgreicher Finanzierung durch die Wacken Foundation, nahmen The Fright zusammen mit Waldemar Sorychta ihr fünftes Album Canto V auf. Durch diese Zusammenarbeit wurde das Label SPV auf die Band aufmerksam und nahm sie unter Vertrag. Das Album wurde am Freitag, den 13. Oktober 2017 veröffentlicht.
Nach Besetzungsschwierigkeiten formte sich die Band um Frontmann Lon Fright Ende 2019 mit Neuzugang Chris North an der Gitarre neu. Also Duo komponierte The Fright ab dem Jahr 2020 bis zum Ende des Jahres 2021 das am 29. April 2022 über das eigene initiierte Label Face Your Fear Records veröffentlichte Album Voices Within. Für Auftritte kehrte der Bassist Kain zurück. Als weitere Ergänzung der Live-Besetzung wurden Gitarrist Christoph und Schlagzeuger Rage hinzugezogen.

## Stil
Die Musik der Band variierte im Verlauf ihrer Karriere. Anfangs präsentierte die Gruppe „[wunderbaren] Punkrock-Stücke mit melodischem Gesang“, in deutlicher Tradition des Horrorpunks und der Gruppe Misfits mit gelegentlichen Versatzstücken aus dem Dark Wave. Spätere Veröffentlichungen werden als „Musik, die ganz in der Tradition des frühen DANZIGs Glenn liegt“ beschrieben: „Rockig, recht simpel gestrickt, düster, sleazy. Gitarre, Schlagzeug, Bass, Gesang und Backgroundchöre.“ Sowie als „Mischung aus gefühlvollem Dark- und breitbeinigem Hard-Rock in modernem Gewand“.

## Diskografie
- 2003: 7 of the Blackest Songs on Earth (Demo, Selbstverlag)
- 2008: Dacabre (Album, Contra Light Records/NMD)
- 2009: Born to Be Dead (Album, Contra Light Records/NMD)
- 2012: The Fright (Album, Fiendforce Records/Cargo)
- 2015: Rising Beyond (Album, Selbstverlag)
- 2017: Canto V (Album, Steamhammer SPV)
- 2022: Voices Within (Album, Face Your Fear Records)